# Bosbranden in Newfoundland en Labrador 2025
In de lente en zomer van 2025 werd de Canadese provincie Newfoundland en Labrador getroffen door een uitzonderlijk groot aantal bosbranden, die op verschillende plaatsen schade veroorzaakten.
Premier John Hogan noemde het brandseizoen van 2025 in de media "historisch", net als de uitzonderlijke en langdurige droogte die er aan de basis van ligt. Volgens het officiële provinciale Wildfire Dashboard waren er op 17 augustus al 220 branden geteld, terwijl dat er de voorgaande zes jaar gemiddeld minder dan honderd per jaar waren. In totaal ging zo'n 20.000 hectare aan natuur in vlammen op, waarvan zo'n 85% in Oost- en Centraal Newfoundland. In breder perspectief geldt 2025 als het op één na zwaarste brandseizoen sinds het begin van de Canadese metingen in 1972, wat wetenschappers deels toeschrijven aan de opwarming van de Aarde.
De provincie voerde van 11 tot en met 29 juli een verbod in op open vuur in de buitenlucht, zoals vreugde- of kampvuren. Op 5 augustus ging dit verbod opnieuw in, direct tot en met 7 september. Waar overtreders eerst een boete van 75 tot 1.000 Canadese dollar riskeerden, stegen de sancties vanaf 8 augustus fors: boetes tussen de 50.000 en 150.000 dollar en tot één jaar gevangenisstraf. Op 13 augustus werd daarenboven het gebruik van off-roadvoertuigen zoals quads in bosgebieden verboden, minstens geldend tot en met 17 augustus.
Naast meerdere preventieve evacuaties was er dit jaar ook aanzienlijke materiële schade – iets wat in deze dunbevolkte provincie zelden voorkomt. Vooral het schiereiland Bay de Verde en het gebied rond de Great Chance Harbour werden zwaar getroffen. Omdat veel brandhaarden in moeilijk bereikbaar terrein lagen, werden naast brandweerwagens ook blusvliegtuigen en helikopters ingezet. 
Op 9 augustus stonden 3.000 mensen onder evacuatiebevel en werd de regionale noodtoestand uitgeroepen voor het schiereiland Bay de Verde. Drie dagen volgde een tweede regionale noodtoestand, ditmaal voor Conception Bay South, Paradise en twee buitenwijken van de provinciehoofdstad St. John's, dewelke vier dagen aanhield.

## Hulp van buitenaf
De branden in de maanden mei, juni en juli kreeg Newfoundland en Labrador uiteindelijk alleen onder controle. De meerdere heftige branden die de provincie vanaf begin augustus troffen, noopten echter tot bijkomende hulp. De eerste externe hulp kwam van de provincie New Brunswick, die op 5 augustus bekendmaakte dat ze drie blusvliegtuigen naar Newfoundland zouden sturen. Deze arriveerden op 7 augustus en werden ingezet bij de Martin Lake Fire. 
Op 7 augustus besliste de federale overheid dat het Canadees Leger en de Canadese Kustwacht zouden worden ingezet, in samenwerking met humanitaire partners voor de hulp aan de honderden geëvacueerden. Op 12 augustus waren er in totaal reeds 80 legerbrandweermannen ter plaatse.
Op 9 augustus stuurde ook buurprovincie Québec 3 blusvliegtuigen naar Newfoundland. Op dezelfde dag zond Ontario eveneens 20 brandweermannen gespecialiseerd in bosbranden naar de provincie. Op 12 augustus arriveerden er ook drie blusvliegtuigen uit Ontario. Dezelfde dag maakte premier Hogan bekend dat er twee Black Hawk-blushelikopters uit de Amerikaanse staat Utah zouden overkomen, dewelke uitstekend 's nachts kunnen opereren.

## Materiële schade
De materiële schade in de provincie Newfoundland en Labrador is tijdens het bosbrandseizoen 2025 bijzonder groot. Vijf branden zorgden voor materiële schade, waarvan er drie op het schiereiland Bay de Verde plaatsvonden. Enkel in dat gebied werden minstens 148 gebouwen in de as gelegd, waaronder naar schatting 112 huizen. Van die verloren gegane huizen stonden er 45 in de gemeente Small Point-Adam's Cove-Blackhead-Broad Cove. Bij de minstens 35 andere gebouwen die verloren gingen hoorden onder meer de lagere school van Western Bay en een ruim 110 jaar oud en als erfgoed erkend historisch schoolgebouw in Adams Cove.
Daarnaast brandden er in juli minstens 40 vakantiehuizen af door de Chance Harbour Fire, voornamelijk bij Pudding Cove, Warrick's Cove en de Deer Island Tickle.
Ook de Martin Lake Fire, in Centraal-Newfoundland, legde een aantal vakantiehuizen in de as die stonden aan de Rushy Pond.

## Lijst
Hieronder volgt een overzicht van de bosbranden in Newfoundland en Labrador in 2025 die materiële schade veroorzaakten of verplichte evacuaties tot gevolg hadden.

### Adams Cove (begin mei)
Op 7 en 8 mei werd Adams Cove, een kustdorp in het zuidoosten van Newfoundland, getroffen door een hevige natuurbrand. Onder meer blusvliegtuigen werden ingezet en een groot deel van het dorp moest evacueren. Twaalf woningen werden volledig verwoest. Nog eens 33 andere gebouwen brandden af of raakte beschadigd, waaronder voornamelijk tuinhuizen en vrijstaande garages, maar ook onder meer een loods met kampeerauto's. Meer dan 500 hectare natuur ging in vlammen op.

### Churchill Falls (eind mei)
Op 28 mei brak er een brand uit bij Churchil Falls, een bedrijfsdorp in het binnenland van Labrador. Het vuur ontstond op amper een kilometer van het dorp, maar door de gunstige windrichting bleef het bewoonde gebied gespaard. Er was – in tegenstelling tot het voorgaande jaar – geen evacuatie nodig. Wel raakten enkele kabels beschadigd, wat leidde tot een korte stroom- en telefoononderbreking. Tegen 30 mei was de brand grotendeels onder controle, zonder verdere gevolgen voor het dorp.

### Badger (midden juni)
Op 18 juni ontstond een brand vlak bij Badger, een gemeente aan de Trans-Canada Highway centraal op het eiland Newfoundland. Het vuur naderde tot op 600 meter van het dorp, waarop de autoriteiten een tijdelijke evacuatie gelasten voor de circa 700 inwoners. Die verbleven twee dagen in Grand Falls-Windsor, waarna ze konden terugkeren. Hoewel de brand toen nog niet volledig onder controle was, bedreigde die het dorp niet langer direct.

### Great Chance Harbour (midden tot eind juli)
Op 14 juli ontstond een grote natuurbrand nabij de Great Chance Harbour, op het schiereiland Bonavista. De brand groeide snel uit tot de zwaarste van het seizoen tot dan toe en werd bekend als de Chance Harbour Fire.
Dankzij onder meer de inzet van hulpdiensten kon de brand uit de buurt gehouden worden van de dorpen Jamestown en Winter Brook. Toch was er aanzienlijke schade aan de vele vakantiewoningen (cabins) in het gebied. Diegene gelegen aan de enkel per boot bereikbare Pudding Cove, Warrick's Cove en Deer Island Tickle brandden bijna allemaal af, op slechts enkele uitzonderingen na. De brand legde minstens 40 vakantiewoningen in de as, met alles tezamen zo'n 1.820 hectare aan natuur die verloren ging.
Op 25 juli catalogeerde het provinciebestuur de brand, hoewel nog steeds actief, als "onder controle". De daaropvolgende dagen mochten de eigenaars geleidelijk aan delen van het gebied betreden om de schade op te meten.

### Small Point (17 juli)
Op 17 juli brak er een natuurbrand uit aan de rand van Small Point, een dorp dat in dezelfde gemeente ligt als het twee maanden eerder getroffen Adams Cove. De brandweer kwam snel in actie en sloot de belangrijke verbindingsweg Route 70 een tijd af voor het verkeer. De brand was intens maar tegelijk ook erg beperkt in oppervlakte en was dezelfde avond nog geblust. Het dorp bleef grotendeels gespaard: slechts één tuinhuis brandde uiteindelijk af.

### Musgrave Harbour (midden tot eind juli)
Op de avond van 19 juli ontstond er een natuurbrand op zo'n 8 km van Musgrave Harbour, een kustdorp in het noordoosten van Newfoundland. In de ochtend van 20 juli was het vuur van de Ragged Harbour Fire reeds op minder dan 2 km van het dorp. Het gemeentebestuur riep de noodtoestand uit en vaardigde een evacuatiebevel uit voor de ruim 900 inwoners, evenals voor de bezoekers van een nabijgelegen kampeerterrein. Gander fungeerde als opvanglocatie.
De provincie zette onder meer haar vier blusvliegtuigen in. Dankzij gunstige weersomstandigheden en een veranderde windrichting was de brand tegen 22 juli grotendeels gestabiliseerd en niet dichter bij de dorpskern gekomen. Op 25 juli was de situatie veilig genoeg om het evacuatiebevel op te heffen. Desondanks was de brand op 30 juli nog steeds niet geblust, maar wel "being held", wat betekent dat hij niet meer uitbreidt. Er is in totaal minimaal 1.589 hectare natuur afgebrand.

### Regio Kingston (begin augustus)
Op 3 augustus brak er brand uit nabij de plaats Kingston, in de regio "Conception Bay North" van het schiereiland Bay de Verde. Reeds de dag erna werd er een evacuatiebevel uitgevaardigd voor het dorp Kingston, de gemeente Small Point-Adam's Cove-Blackhead-Broad Cove en het dorp Western Bay. Op 5 augustus had de brand reeds meer dan 700 hectare aan natuur in de as gelegd en werd het evacuatiebevel ook uitgebreid naar Perry's Cove. De mensen die nergens heen konden worden opgevangen in Victoria. Op 7 augustus werden ook Ochre Pit Cove en Salmon Cove onder evacuatiemandaat geplaatst, met de brand die toen reeds 2.175 hectare groot was (en daarmee de grootste van het seizoen was geworden).
Omdat ook Victoria stilaan in het vizier van de brand kwam (en de opvangcapaciteit er beperkt is), werd ter vervanging Carbonear ingesteld als locatie waar geëvacueerden terecht kunnen. De provincie begon daarop bulldozers in te zetten om tussen het vuur en de dorpen een barrière te maken waarin alle planten weggeruimd werden. Op 9 augustus had de brand reeds een oppervlakte van 3.001 hectare in de as gelegd en werd ook Burnt Point-Gull Island-Northern Bay onder evacuatiebevel geplaatst. Dezelfde dag nog riep premier Hogan de regionale noodtoestand uit voor het schiereiland Bay de Verde, een gebied met 14.000 inwoners. Op 10 augustus was de oppervlakte van de Kingston Fire reeds gegroeid naar 4.895 hectare; dit onder meer vanwege de onophoudelijke harde wind die de brandweer bij momenten dwong om uit veiligheidsredenen geen bluswerken vanop de grond meer te verrichten. Op 12 augustus was de brand verder noordwaarts uitgebreid tot een grootte van 6.370 ha, waarbij onder andere Western Bay en Ochre Pit Cove getroffen werden. De brand geraakte ondanks alle inspanningen maar niet onder controle en op 14 augustus had hij al een oppervlakte van 8.019 hectare en waren er volgens premier Hogan "ongeveer honderd huizen" afgebrand. Op 16 augustus werd de totale oppervlakte van de brand op 9.519 ha geplaatst, maar op 17 augustus was er voor het eerst amper groei door gunstige weersomstandigheden.
De Kingston Fire is de twaalfde brand in die buurt dit seizoen, wat onder meer de burgemeester van Small Point-Adam's Cove-Blackhead-Broad Cove in de media als "uitermate verdacht" bestempelde. De Royal Canadian Mounted Police begon ook een onderzoek naar mogelijke brandstichting vanwege de vele branden in en rond de gemeente.
De brand legde zoals voormeld een honderdtal huizen in de as. Daarbij werd de gemeente Small Point-Adam's Cove-Blackhead-Broad Cove opnieuw hard getroffen: minstens 33 woningen gingen er verloren, evenals het historisch voormalig methodistisch schoolgebouw van Adams Cove. In Kingston brandden ook tien huizen af, met de rest van de schade die onder meer gebeurde in Perry's Cove, Western Bay en Ochre Pit Cove. Op 15 augustus werd meegedeeld dat de lagere school van Western Bay volledig was verloren aan de vlammen.

### Holyrood (begin augustus)
Op 4 augustus begon er een natuurbrand in het noordoosten van de gemeente Holyrood. Aangezien deze dicht bij bewoond gebied was, werd het noordoostelijke deel van de gemeente geëvacueerd (eveneens een beperkt aantal huizen in het zuidwestelijkste deel van buurgemeente Conception Bay South). De verbindingsweg Route 60 werd door de brand eveneens afgesloten. Op 5 augustus had de brand een grootte van 22 hectare. Op 9 augustus was de brand nog steeds op een even grote oppervlakte gehouden en moest er enkel nog wat nageblust worden, waarop alle geëvacueerde personen weer naar huis mochten.

### Martin Lake (begin augustus)
In de namiddag van 5 augustus brak er een bosbrand nabij de vrij afgelegen Centraal-Newfoundlandse Bay d'Espoir Highway (Route 360), op 36 km ten zuiden van de Trans-Canada Highway. Er werd onmiddellijk een evacuatie afgekondigd voor de vakantiehuizen in de omgeving van de brand, meer bepaald die bij het Martin Lake en aan de Great Rattling Brook. Op 6 augustus had de brand – die ging bekendstaan als de Martin Lake Fire – reeds een oppervlakte van 190 hectare, waarop ook de vakantiehuisjes aan de Rushy Pond onder de evacuation advisory kwamen te vallen. Op 7 augustus was de brand gegroeid naar 220 hectare en werd het te evacueren gebied verder uitgebreid zodat het ook de vakantiehuisjes tussen de Rushy Pond en het Rifle Lake omvatte. De brand groeide gestaag naar 290 ha op 12 augustus, waarop Route 360 uiteindelijk dan toch moest afgesloten worden. Kort erna werd de beperkte controle over de brand verloren, die tegen 14 augustus reeds 2.160 hectare groot was, bijna een vertienvoudiging op twee dagen tijd. Het te evacueren gebied werd daarop uitgebreid naar de cabins nabij het Paradise Lake. Minstens "enkele vakantiehuizen" zouden volgens premier Hogan zijn vernietigd door het vuur, met name bij de Rushy Pond. Vanaf 16 augustus werd de Bay d'Espoir Highway dagelijks tussen 8u en 16u geopend, zij het onder begeleiding in de nabijheid van de brand en steeds slechts één richting tegelijk.

### Paddy's Pond (midden augustus)
Op 11 augustus brak een nieuwe brand uit bij Paddy's Pond, een meer direct ten zuiden van Paradise (dicht bij de hoofdstad St. John's. Hij groeide in een mum van tijd naar een oppervlakte van bijna 200 ha en het omliggende industriegebied werd daarop geëvacueerd. De gemeentebesturen van Paradise en Conception Bay South (CBS) kondigden voor cumulatief 13.000 mensen in het zuiden van hun grondgebieden een evacuation alert af, wat betekent dat een evacuatie ieder moment kan worden bevolen en men er zich dus op moet voorbereiden. Ook werd een deel van de Trans-Canada Highway afgesloten. Op 12 augustus werd door de provincie een regionale noodtoestand uitgeroepen voor het volledige grondgebied van Paradise en CBS, evenals voor twee aangrenzende buitenwijken van St. John's (Galway en Southlands). Daarnaast werd voor één buurt in Paradise, namelijk de omgeving van de Three Island Pond, een evacuatiebevel uitgevaardigd. Het Paddy's Pond Fire was een grote zorg vanwege zijn nabijheid tot de stedelijke buitenwijken van St. John's. Op 14 augustus had de brand een oppervlakte van 306 ha, al kon die dag wel de Trans-Canada Highway terug openen.
Op 15 augustus was het weer wat afgekoeld en viel er 5 millimeter neerslag, wat de brandweer goed hielp. De evacuatie-orders voor het industrieterrein Paddy's Pond en de wijk Three Island Pond werden ook opgeheven. Op 16 augustus werd de regionale noodtoestand ook opgeheven, daar de situatie onder controle was gekomen.